# Andreas Hofer

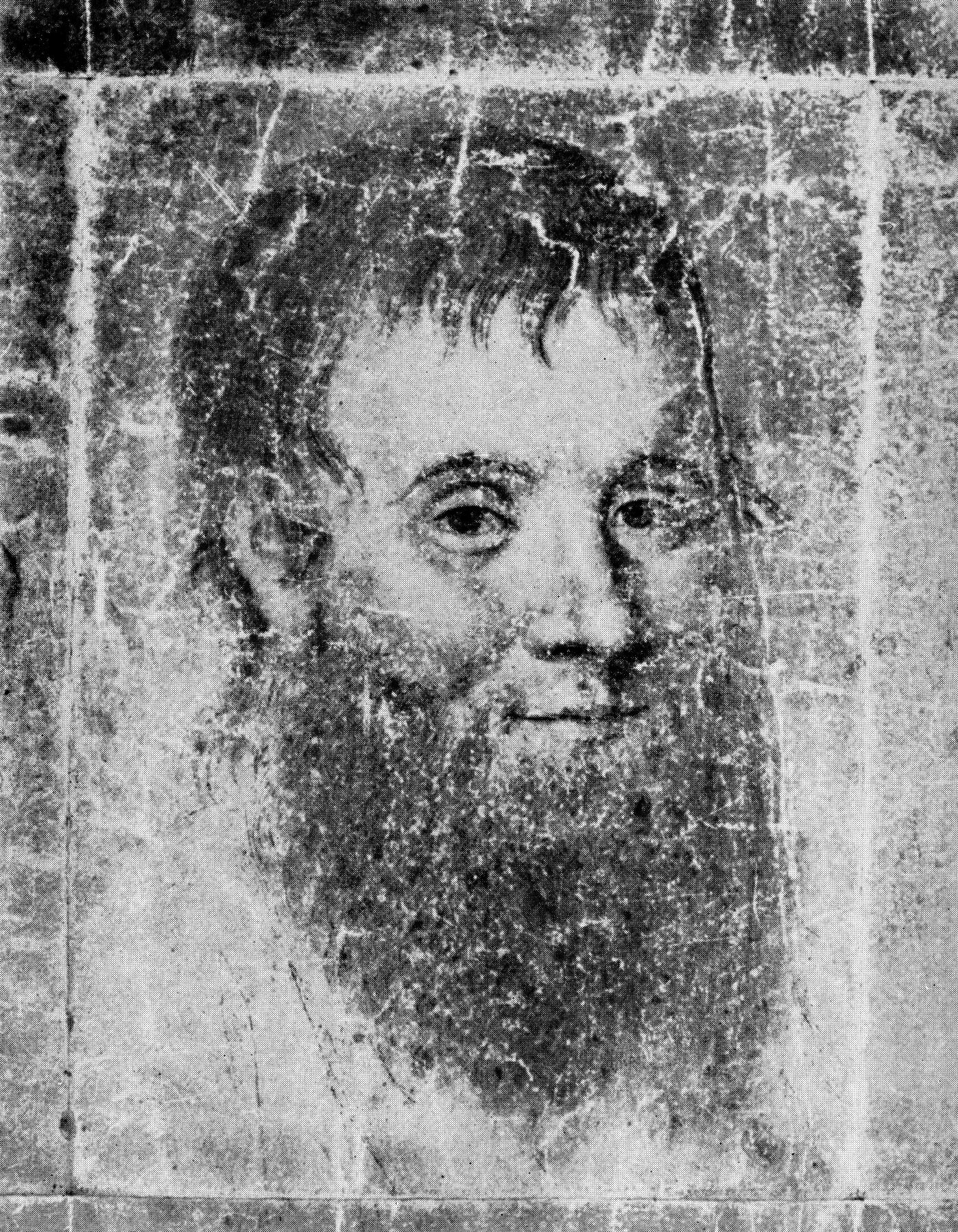
Andreas Hofer, desen de Placidus Altmutter (1780–1819)

Andreas Hofer (n. 22 noiembrie 1767, St. Leonhard in Passeier, pe atunci în comitatul Tirol, Sfântul Imperiu Roman - d. 20 februarie 1810, Mantua, Italia) a fost conducătorul unei răscoale antinapoleoniene din anul 1809. Este considerat eroul luptei de eliberare a Tirolului.